# Soudní exekutor

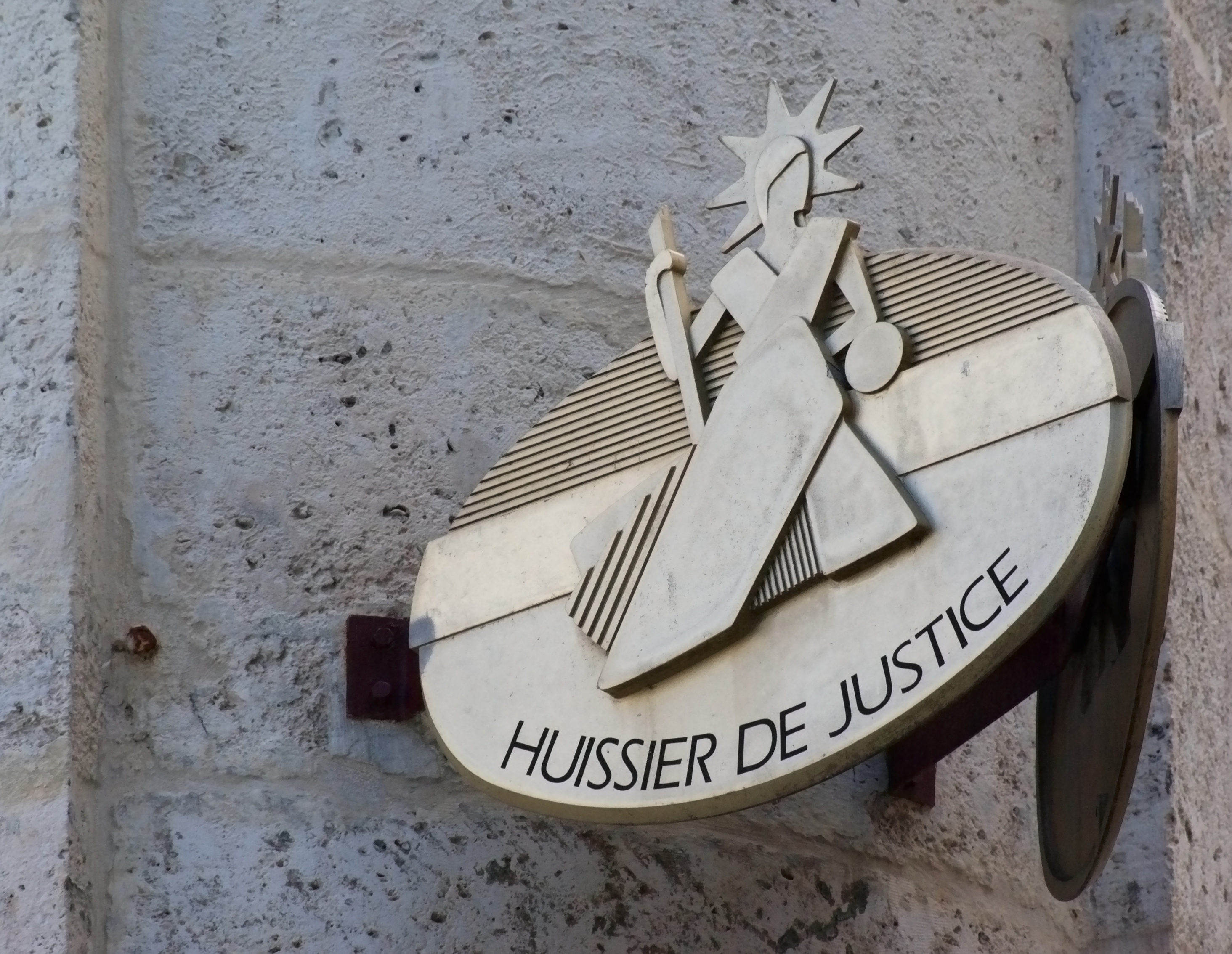
Označení exekutorského úřadu v Angoulême, Francie

Soudní exekutor je přes své označení svobodné právnické povolání, které podle exekučního řádu (zákona č. 120/2001 Sb.) zajišťuje v České republice provádění exekucí. Všichni soudní exekutoři jsou povinně sdruženi v samosprávné exekutorské komoře.

## Exekutorský úřad
Soudní exekutor je státem pověřen exekutorským úřadem, to znamená veřejnoprávním oprávněním provádět exekuce a další činnost podle exekučního řádu. Úřad je zásadně sídlem v obci, ve které sídlí některý z okresních soudů a podle tohoto soudu se i nazývá (např. Exekutorský úřad Praha 1). Exekutorský úřad však není právnická osoba nebo organizační složka státu, není vůbec úřadem ve funkčním slova smyslu, jde pouze o soubor pravomocí, svěřených soudnímu exekutorovi ze strany státu, který je trvale spojený s místem výkonu exekuční činnosti. Nositelem veškerých těchto práv a povinností, včetně zaměstnaneckých, je sám soudní exekutor.

## Předpoklady
Soudním exekutorem může být jmenován každý, kdo:
- je plně svéprávný
- má české vysokoškolské právnické vzdělání
- je bezúhonný
- vykonal alespoň tříletou právnickou praxi
- složil exekutorskou zkoušku
- je občanem České republiky

Soudní exekutor je jmenován ministrem spravedlnosti poté, co do jeho rukou složí slib, který zní: „Slibuji na svoje svědomí a občanskou čest, že budu zachovávat Ústavu České republiky, ústavní a jiné zákony a právní předpisy a budu je uplatňovat jako soudní exekutor podle svého nejlepšího vědomí a svědomí, při výkonu exekuční činnosti budu postupovat nezávisle a spravedlivě a budu zachovávat povinnost mlčenlivosti o všech skutečnostech, o kterých se dozvím v souvislosti s vykonáváním exekuční nebo další činnosti exekutora“.

## Činnost
Soudní exekutor nejen řídí svůj exekutorský úřad, ale především provádí exekuce na základě pověření soudu. Kromě toho může sepisovat exekutorské zápisy a v souvislosti s exekuční činností poskytovat právní pomoc a brát do úschovy peníze, listiny a jiné movité věci. Dále provádí dražby, autorizovanou konverzi dokumentů, zjišťuje a spravuje majetek v trestním řízení a doručuje písemnosti soudu.
Pokud soudní exekutor z důvodu nemoci, zániku exekutorského úřadu nebo z jiného vážného důvodu nemůže vykonávat svou funkci, vykonává jeho pravomoce svým jménem jeho předem určený zástupce. Soudní exekutor může zaměstnávat exekutorského koncipienta, exekutorského kandidáta, svého vykonavatele, stejně jako další zaměstnance.

## Kárná odpovědnost
Soudní exekutor je kárně odpovědný. Kárným proviněním může být:
- porušení právních nebo stavovských povinností soudního exekutora
- narušení důstojnosti exekutorského povolání
- ohrožení důvěry v nezávislý, nestranný, odborný a spravedlivý výkon exekuční činnosti

Kárné řízení je vedeno před specializovaným kárným senátem Nejvyššího správního soudu na základě kárné žaloby, kterou může podat ministr spravedlnosti, předseda revizní nebo kontrolní komise Exekutorské komory, případně předseda krajského, okresního nebo exekučního soudu, v jehož obvodu soudní exekutor působí, nebo který soudního exekutora pověřil prováděním exekuce. V případě uznání viny může být uloženo některé z těchto kárných opatření:
- písemné napomenutí
- veřejné napomenutí
- peněžitá pokuta
- odvolání z exekutorského úřadu

## Teritorialita exekucí
V České republice soudní exekutor může být soudem pověřen k provedení exekuce na území celého státu, bez ohledu na sídlo svého exekutorského úřadu. V roce 2010 navrhla část členů Exekutorské komory zavést teritorialitu exekucí, a to tak, že by každý soudní exekutor mohl provádět exekuce jen proti povinným, kteří by byli bydlištěm v tom soudním obvodu, ve kterém by se svým exekutorským úřadem sídlil. Takové místní vymezení působnosti by bylo podobné úpravě u notářů. Návrh podporovaly zejména malé exekutorské úřady, které nemají dostatek klientů. Proti rozdělení teritoriality byly naopak především velké exekutorské úřady. Proti byla také celá řada obchodních společností, které jsou většinou zvyklé spolupracovat s jedním nebo dvěma soudními exekutory, kteří pro ně zajišťují provádění exekucí v rámci celého státu.
Tehdy se nicméně územní omezení soudních exekutorů neprosadilo. V roce 2014 obdobný návrh s podporou Exekutorské komory vznikl v Senátu, obvody soudních exekutorů už ale neměly být určeny podle obvodů okresních soudů, jejich vymezení mělo odpovídat obvodům krajských soudů.